# (6674) Cézanne
(6674) Cézanne – planetoida z grupy pasa głównego asteroid okrążająca Słońce w ciągu 3 lat i 313 dni w średniej odległości 2,46 j.a. Została odkryta 26 marca 1971 roku w Obserwatorium Palomar przez Cornelisa van Houtena, Ingrid van Houten i Toma Gehrelsa. Nazwa planetoidy pochodzi od Paula Cézanne’a (1839–1906), francuskiego malarza impresjonisty. Przed jej nadaniem planetoida nosiła oznaczenie tymczasowe (6674) 4272 T-1.